# Sim Sim Sim, Não Não Não
"Sim Sim Sim, Não Não Não" é uma canção composta por Alex Max e gravada pela banda de pagode baiano brasileiro Saiddy Bamba. A faixa foi lançada como single em 24 de julho de 2011 através da Unimar Music para o primeiro álbum de estúdio da banda, Falou de Mim.

## Composição
A canção foi composta por Alex Max.

## Paradas
| Paradas (2011)                                  | Melhor posição |
| ----------------------------------------------- | -------------- |
| BR Billboard Hot 100 Airplay                    | 73             |
| BR Billboard Brasil Regional Recife Hot Songs   | 2              |
| BR Billboard Brasil Regional Salvador Hot Songs | 2              |

## Versão de Ivete Sangalo
"Sim Sim Sim, Não Não Não (Pagodão da Presidenta)" é uma canção gravada pela cantora brasileira Ivete Sangalo ao vivo durante a décima sétima edição do Festival de Verão de Salvador. Um dia após, em 27 de janeiro, a canção havia sido editada pela Bahia FM e liberada online.